# ارکستر رویال فیلارمونیک
ارکستر رویال فیلارمونیک (انگلیسی: Royal Philharmonic Orchestra) با کوته‌نوشت (RPO) یک ارکستر سمفونیک بریتانیایی مستقر در لندن است که آثار کلاسیک را اجرا و تولید می‌کند.
RPO توسط توماس بیچام در سال ۱۹۴۶ تأسیس شد. در روزهای اولیه، ارکستر قراردادهای ضبط سودآور و مشارکت‌های مهمی از جمله «اپرای جشنواره گلیندبورن» و کنسرت‌های انجمن سلطنتی فیلارمونیک را تضمین کرد. پس از مرگ بیچم در سال ۱۹۶۱، توان مالی RPO به شدت کاهش یافت. RPO برای بقا تا اواسط دههٔ ۱۹۶۰ مبارزه کرد؛ زمانی که آیندهٔ آن پس از گزارش شورای هنر بریتانیای کبیر بر پایهٔ دریافت یارانه عمومی تضمین شد. بحران دیگری در همان دوران به وجود آمد که به نظر می‌رسید که ایام استفاده از حق نامیدن خود ارکستر «رویال» می‌تواند سپری شده‌باشد.
در سال ۲۰۰۴، RPO اولین پایگاه دائمی خود در لندن را در سالن کداگن در چلسی به دست آورد. RPO همچنین کنسرت‌هایی را در تالار رویال فستیوال، رویال آلبرت هال و مکان‌هایی در سراسر بریتانیا و سایر کشورها برگزار می‌کند. مدیر فعلی موسیقی از شروع فصل ۲۰۲۱–۲۰۲۲، واسیلی پترنکو است.